# Сесострис
Сесострис или Сезострис (греч. Σέσωστρις) — наиболее популярное собирательное имя в египетской политической истории, встречающееся у классических писателей (также в формах Сезоосис, Сезонхосис, Сезотис, Сострис и др.)
По сообщениям Геродота, Диодора Сицилийского и Страбона, Сесострису приписывали не только завоевание всей Азии, Европы до Фракии, Ассирии, Мидии, Эфиопии, Скифов, Персии, Бактрии и т. д., но также и различные законы (например, учреждение каст, распределение поземельной собственности, регулирование общественной и даже домашней жизни), введение многих обычаев (например, чтобы легче управлять изнеженным народом, он будто бы заставлял мужчин ткать, носить две одежды и т. п.), учреждение культа Сераписа.
Имя Сесостриса — несомненно собирательное. Иосиф Флавий видел в нём Сисака (Сусакима) Библии; Манефон и позднейшие фиванские жрецы отождествляли его с Рамсесом II. Последнее объясняется особенной популярностью этого царя, оставившего множество памятников, построек, надписей и изображений своих военных подвигов; кроме того, его ещё при жизни называли уменьшительным именем Сетсу-Ра. Патриотизм жрецов, в стремлении создать национального героя, равного Киру, Дарию и Александру Македонскому, перенёс на него деяния других царей (Сенусертов, Тутмосов, Сети) и дополнил их продуктами измышлений (например, поход на скифов, покорение Персии и Европы). Барельефы ассирийских царей у Нахр-эль-Кельба в Финикии и хеттские скульптуры в Малой Азии также считались победными памятниками Сесостриса. Среди прообразов Сесостриса следует упомянуть и Сенусерта III, могущественного и наиболее воинственного фараона XII династии.
Согласно Страбону и Диодору Сицилийскому, он завоевал весь мир.